# Erich Hamann
Erich Hamann (Pasewalk, 1944. november 27. –) német labdarúgó.
Az NDK válogatott tagjaként részt vett az 1974-es világbajnokságon.

## Sikerei, díjai
Vorwärts Frankfurt
- Keletnémet bajnok (1): 1968-69
- Keletnémet kupa (1): 1969-70